# خس روماني
الخس الروماني أو الخس الرومي هو نوع من أنواع الخس، يتميَّزُ بأن لهُ أوراقاً طويلةً وقويّة لونها أخضر داكن ومتشبّثة بساق النبتة، وتختلفُ عن معظم أنواع الخسّ بمقاومتها الكبيرة للحرارة. يشيعُ استعمال الخس الروماني في الوطن العربي في أطباقٍ كثيرةٍ من أهمّها السلطة العربية. تُحذّر السلطات الصحية في بعض البلدان، مثل الولايات المتحدة وكندا، من خطورة الخس الروماني المُبَاع في الأسواق من حيث فرصة تلوّثه بجرثومة الإشريكية القولونية O157:H7، وهي جراثيم قد تحملها المواشي دون ظهور أعراض المرض عليها ولكنها تبقى حاملة للبكتيريا وتبقى البكتيريا حيّة فيها، وقد يتلوَّث الخس بهذه الجرثومة عند تسميد المحصول بمُخلَّفات الماشية أو قُرْب مراعيها من مصادر الريّ.

## المحتوى الغذائي

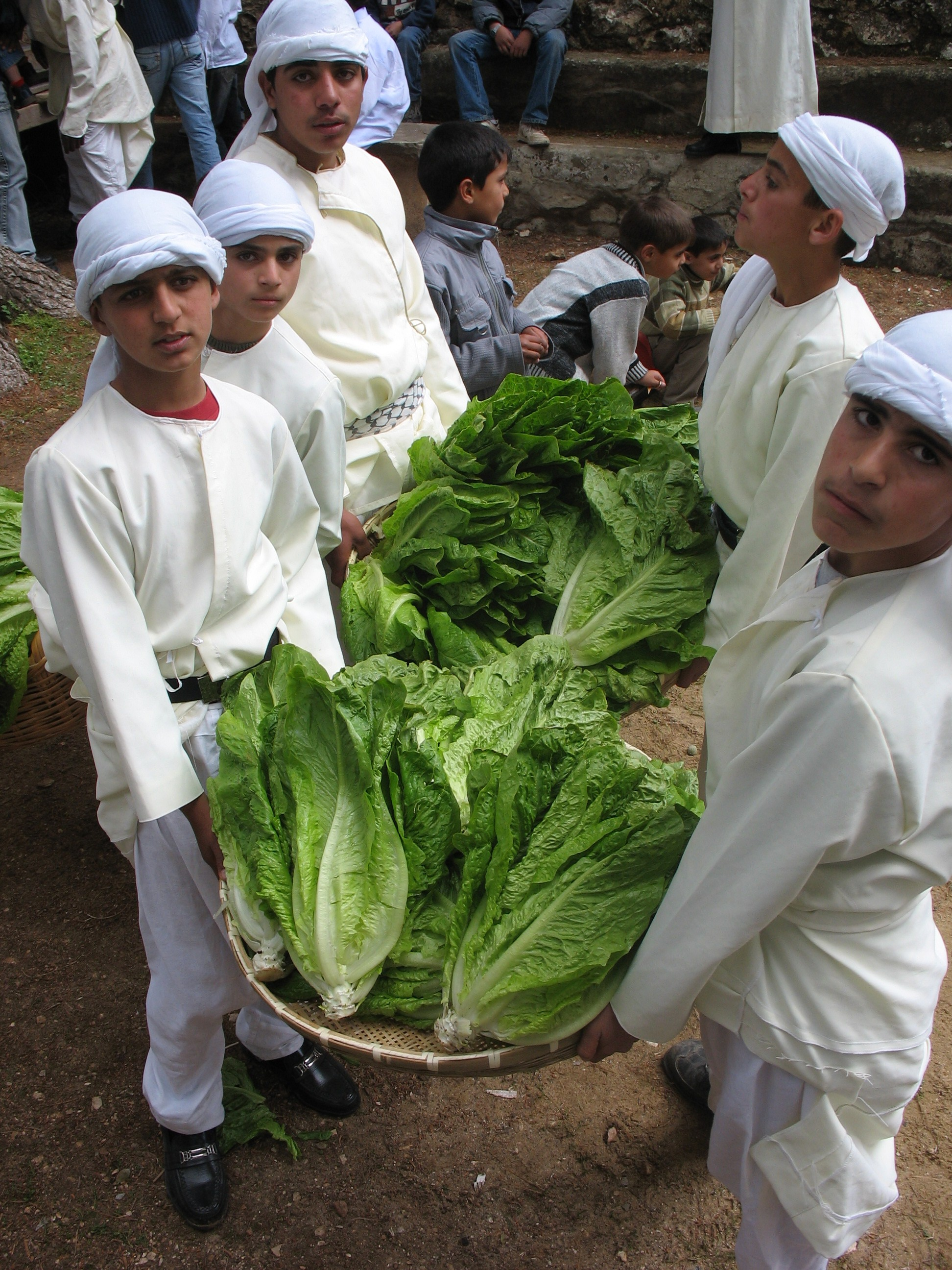
حصاد محصول الخس في قرية أرطاس الفلسطينية.

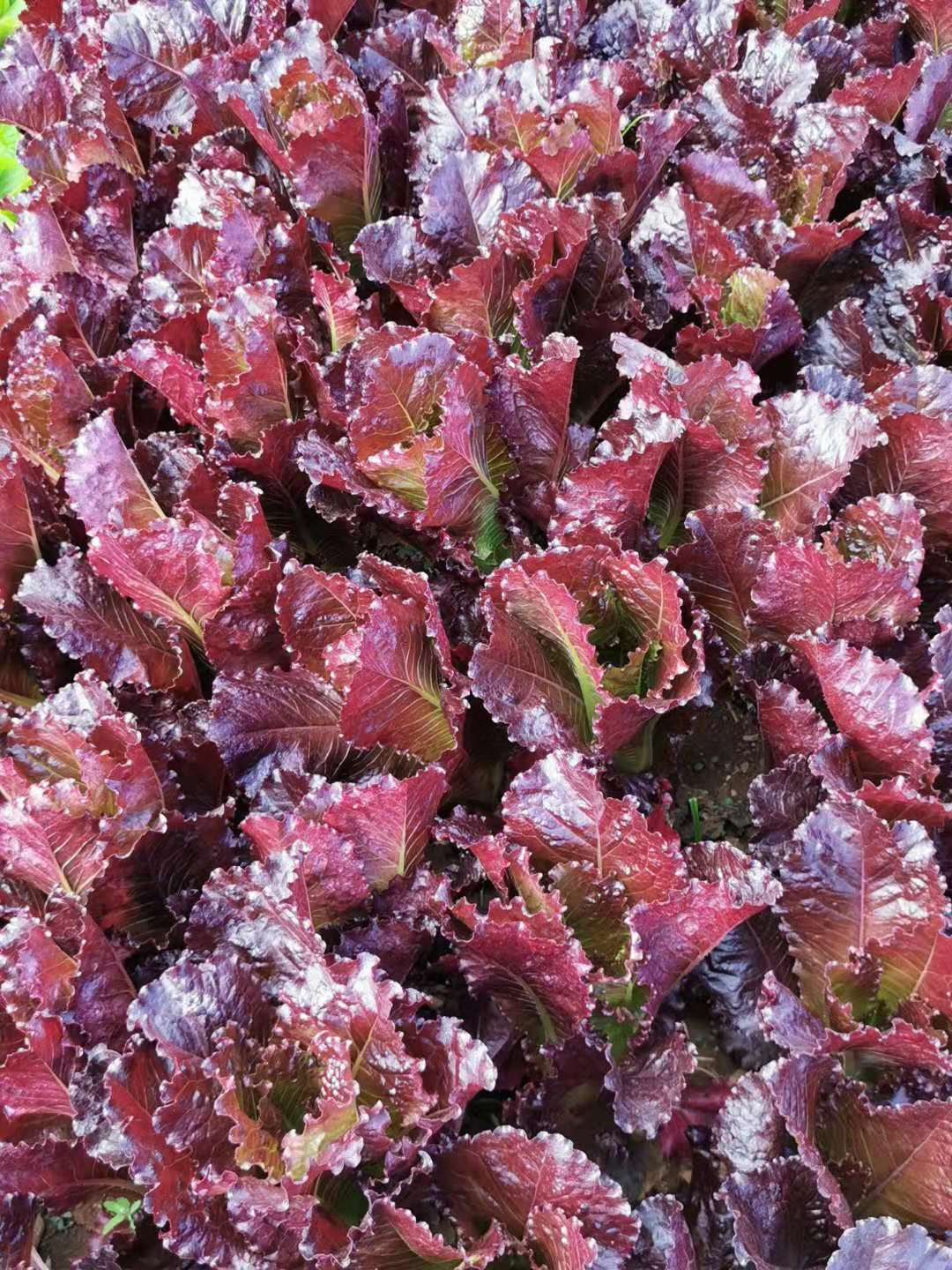
خس روماني في الصين

يحتوي الخس الروماني نسبةً عاليةً من مضادات التأكسد، مثله في ذلك مثل الخضار الورقية الأخرى.

## التسمية
في اللغة الإنجليزية والبريطانية معروف باسم "cos"، وفي أمريكا الشمالية الإنجليزية معروف بأسم «رومين». وفي العديد من القواميس تتبع كلمة كوس "cos" إلى اسم جزيرة كوس اليونانية، التي كان من المفترض أن هي مصدر نبات الخس. وهناك لغات أخرى تنسب كوس إلى الكلمة العربية للخس.
في العديد من الكتب التاريخية ينسب الي ان الخس دخل أوروبا وأوروبا الغربيّة عن طريق مدينة روما، اما في فرنسا فتعني كلمة «رومين» الخس الروماني ويعتقد انه من هنا جاء اسم «رومين»، وهو المصطلح الشائع في أمريكا الشمالية حالياً.
ولمدة 3000 سنة (من 2700 قبل الميلاد على الأقل)، ارتبط اسم الخس مع إله الخصوبة المصري القديم، مين، لتشابهه مع القضيب. ويمكن استخدام خس رومين في طقوس عيد الفصح كما هو نوع من عشب المر. وهو يرمز إلى المرارة التي فرضها المصريون بينما كان الإسرائيليون عبيداً في مصر.
وفي فرنسا، كان يوم 22 من شهر جرمينال في التقويم الفرنسي مخصصاً للخس الروماني واكله.

## استخدامه في المائدة
يستخدم الخس الروماني في جميع أنواع السلطات المقدمة على المائدة مثل السلطة العادية وسلطة الخس وسلطة الطحينة....الخ، فالمطبخ الشرق أوسطي دائما ما يحتوي على الخس، ويستخدم أيضاً كأحد الخضراوات التي تؤكل من دون إضافة شئ لها وهناك من يقوم بطهو الخس الروماني ليحصل على شوربة الخس المفيدة صحياً والتي تمتلك مذاقاً جيداً.
كما أن الخس الروماني دائما ما يكون متاحاً في المتاجر في كل من أوروبا وأمريكا الشمالية واستراليا واسيا وبعض مناطق إفريقيا وأمريكا الجنوبية. فالخس من الخضراوات المفيدة في الوقاية من السرطانات الخبيثة وذلك بسبب احتواء الخس على المواد المضادة للأكسدة.

## قضايا السلامة الغذائية

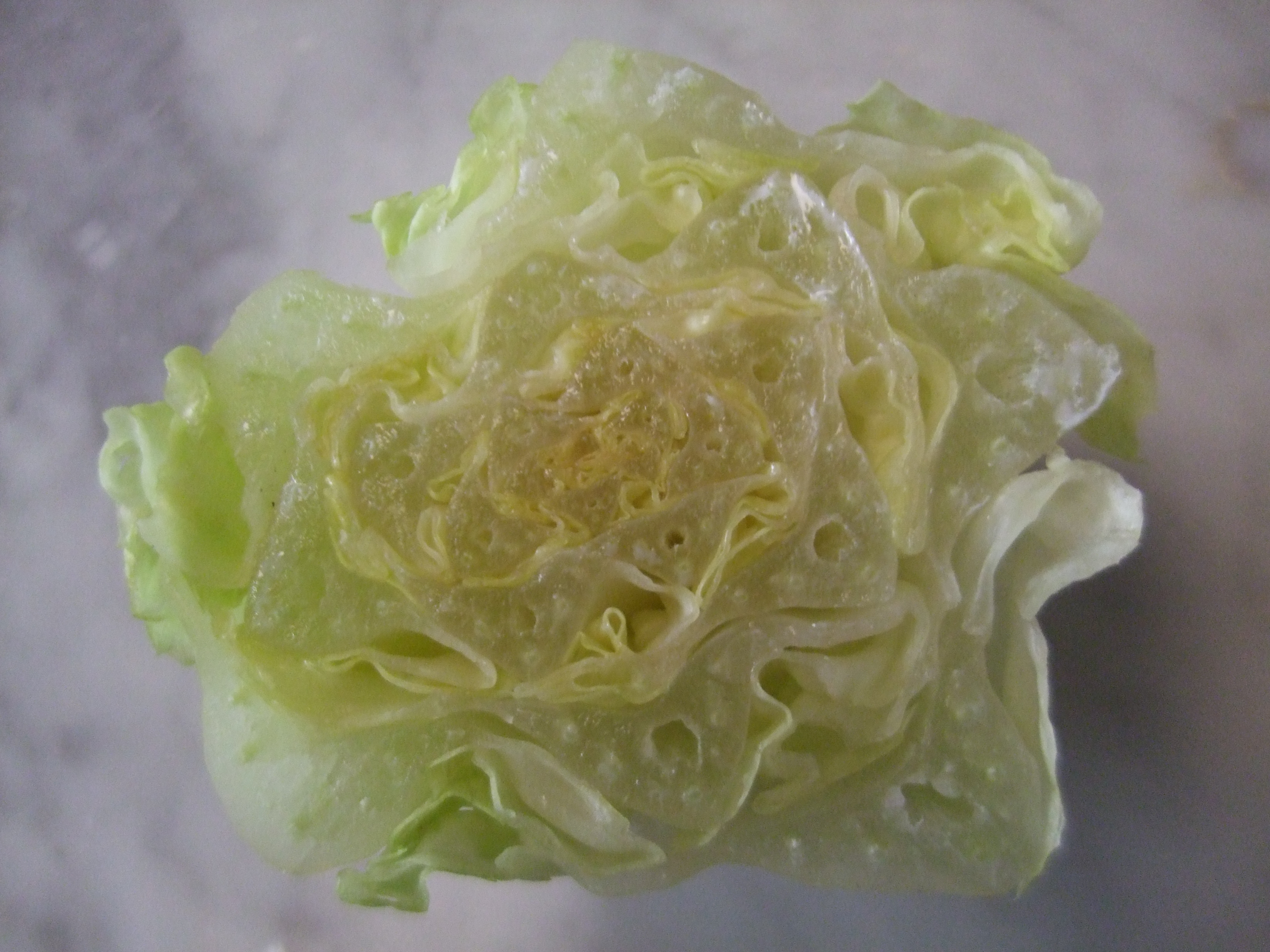

في الفترة من نوفمبر 2017 حتى يناير 2018، حددت وكالة الصحة العامة الكندية (PHA) الخس على أنه تسبب بمرض نحو 41 شخصًا في كندا. وأيضاً أثر الخس على 25 شخصًا في 15 ولاية أمريكية تناولوا أوراق الخس، ولكن المراكز الأمريكية لمكافحة الأمراض (CDC) لم تتمكن من تأكيد أن السبب كان هو الخس على وجه الخصوص. وكان هناك حالة وفاة واحدة.والعديد من المزارعين في الولايات المتحدة يزرعون الخس الروماني في ساليناس في الصيف والوادي الامبراطوري ويوماً في فصل الشتاء، والاعتماد على العمال المشاة في عبور الحدود من المكسيك. ويزرع جزء كبير من خس الروماني المباع في شمال أوروبا في جنوب إسبانيا، معتمداً على العمال المهاجرين من أفريقيا.